# Nationale Regierung III
Die Nationale Regierung III (Kabinett Baldwin III) wurde im Vereinigten Königreich am 7. Juni 1935 von Premierminister Stanley Baldwin von der Conservative Party gebildet. Sie löste die zweite Nationalregierung (Vierte Regierung MacDonald) ab und blieb bis zum 28. Mai 1937 im Amt, woraufhin die vierte Nationalregierung (Erste Regierung Chamberlain) gebildet wurde. Der Regierung gehörten neben der Conservative Party auch Minister der Labour Party sowie der Liberal National Party an.

## Regierungszeit
Einsam, psychisch und physisch geschwächt tauschte Ramsay MacDonald im Juni 1935 mit Stanley Baldwin das Amt. Baldwin wurde Premierminister und MacDonald Lordpräsident des Rates. Kurz darauf rief Baldwin Wahlen aus, um sich ein eigenes Mandat zu holen.
Bei den Unterhauswahlen am 14. November 1935 wurden die Mitglieder des House of Commons gewählt. Wahlsieger wurde die Conservative Party, obwohl sie hohe Verluste hinnehmen musste. Sie erreichte aber mit 387 von 615 Sitzen immer noch eine deutliche absolute Mehrheit. Die Labour Party konnte nach ihrer Niederlage von 1931 wieder aufholen, ihren Stimmenanteil ausbauen und gewann über 100 Wahlkreise mehr als bei der letzten Wahl. Seit August 1931 war bereits eine Mehrparteien-Regierung des National Government im Amt; dieses Regierungsmodell wurde nach der Wahl fortgeführt.
Zu dieser Zeit kam es zu einer Verfassungskrise: im Jahr 1936 wollte der neue König Eduards VIII., seine Geliebte Wallis Simpson, eine bereits zweimal geschiedene US-Amerikanerin, heiraten.
Die Regierung (und auch die der meisten Dominions) war vor allem aus politischen und religiösen Gründen gegen die Ehe. Simpson wurde wegen ihrer beiden gescheiterten Ehen als ungeeignete Gemahlin angesehen und die Church of England erlaubte die Wiederheirat einer Geschiedenen nicht, solange der ehemalige Partner noch lebt. Eduard erklärte dem Widerstand zum Trotz, er liebe Simpson und wolle sie auch gegen den Willen der Regierung heiraten.
Der Widerstand der Regierung und des Parlaments gegen Simpson als Gemahlin des Königs führten, schließlich im Dezember 1936 zur Abdankung Eduards als König und die Thronbesteigung seines Bruders Georg VI. zur Folge. Als seine Krönung durchgeführt war und damit die Krise beendet war, trat Stanley Baldwin zugunsten von Neville Chamberlain zurück und dieser bildete die vierte Nationale Regierung.

## Mitglieder des Kabinetts
| Zugehörigkeit |                  | Konservative |
| Zugehörigkeit | Nationalliberale |              |
| Zugehörigkeit | National Labour  |              |

| Amt                                                                        | Bild                         | Person                                                   | Partei                              | Partei                                     | Amtszeit          | Amtszeit          |
| -------------------------------------------------------------------------- | ---------------------------- | -------------------------------------------------------- | ----------------------------------- | ------------------------------------------ | ----------------- | ----------------- |
| Premierminister Erster Lord des Schatzamtes Leader of the House of Commons | Stanley Baldwin              | Stanley Baldwin                                          |                                     | Conservative Party                         | 7. Juni 1935      | 28. Mai 1937      |
| Lordpräsident des Rates                                                    | Ramsay MacDonald             | Ramsay MacDonald                                         |                                     | National Labour                            | 7. Juni 1935      | 28. Mai 1937      |
| Lordkanzler                                                                | Douglas Hogg                 | Douglas Hogg, 1. Viscount Hailsham                       |                                     | Conservative Party                         | 7. Juni 1935      | 28. Mai 1937      |
| Lordsiegelbewahrer                                                         | Charles Vane-Tempest-Stewart | Charles Vane-Tempest-Stewart, 7. Marquess of Londonderry |                                     | Ulster Unionist Party (Conservative Party) | 7. Juni 1935      | 22. November 1935 |
| Lordsiegelbewahrer                                                         | Edward Wood                  | Edward Wood, 3. Viscount Halifax                         |                                     | Conservative Party                         | 22. November 1935 | 28. Mai 1937      |
| Schatzkanzler Zweiter Lord des Schatzamtes                                 | Neville Chamberlain          | Neville Chamberlain                                      | Conservative Party                  | 7. Juni 1935                               | 28. Mai 1937      |                   |
| Außenminister                                                              |                              | Samuel Hoare                                             | Conservative Party                  | 7. Juni 1935                               | 18. Dezember 1935 |                   |
| Außenminister                                                              | Anthony Eden                 | Anthony Eden                                             | Conservative Party                  | 18. Dezember 1935                          | 28. Mai 1937      |                   |
| Innenminister                                                              | John Simon                   | John Simon                                               |                                     | Liberal National Party                     | 7. Juni 1935      | 28. Mai 1937      |
| Erster Lord der Admiralität                                                | Bolton Eyres-Monsell         | Bolton Eyres-Monsell                                     |                                     | Conservative Party                         | 7. Juni 1935      | 5. Juni 1936      |
| Erster Lord der Admiralität                                                |                              | Samuel Hoare                                             | Conservative Party                  | 5. Juni 1936                               | 28. Mai 1937      |                   |
| Minister für Landwirtschaft und Fischerei                                  | Walter Elliot                | Walter Elliot                                            |                                     | Unionist Party (Conservative Party)        | 7. Juni 1935      | 29. Oktober 1936  |
| Minister für Landwirtschaft und Fischerei                                  | William Morrison             | William Morrison                                         |                                     | Conservative Party                         | 29. Oktober 1936  | 28. Mai 1937      |
| Luftfahrtminister                                                          | Philip Cunliffe-Lister       | Philip Cunliffe-Lister                                   | Conservative Party                  | 7. Juni 1935                               | 28. Mai 1937      |                   |
| Minister für die Kolonien                                                  | Malcolm MacDonald            | Malcolm MacDonald                                        |                                     | National Labour                            | 7. Juni 1935      | 22. November 1935 |
| Minister für die Kolonien                                                  | Jimmy Thomas                 | James Henry Thomas                                       | National Labour                     | 22. November 1935                          | 28. Mai 1936      |                   |
| Minister für die Kolonien                                                  | William Ormsby-Gore          | William Ormsby-Gore                                      |                                     | Conservative Party                         | 28. Mai 1936      | 28. Mai 1937      |
| Minister für Verteidigungskoordination                                     | Thomas Inskip                | Thomas Inskip                                            | Conservative Party                  | 13. März 1936                              | 28. Mai 1937      |                   |
| Minister für Dominion-Angelegenheiten                                      | Jimmy Thomas                 | James Henry Thomas                                       |                                     | National Labour                            | 7. Juni 1935      | 22. November 1935 |
| Minister für Dominion-Angelegenheiten                                      | Malcolm MacDonald            | Malcolm MacDonald                                        | National Labour                     | 22. November 1935                          | 28. Mai 1937      |                   |
| Bildungsminister                                                           | Oliver Stanley               | Oliver Stanley                                           |                                     | Conservative Party                         | 7. Juni 1935      | 28. Mai 1937      |
| Gesundheitsminister                                                        | Kingsley Wood                | Kingsley Wood                                            | Conservative Party                  | 7. Juni 1935                               | 28. Mai 1937      |                   |
| Minister für Indien                                                        | Lawrence Dundas              | Lawrence Dundas, 2. Marquess of Zetland                  | Conservative Party                  | 7. Juni 1935                               | 28. Mai 1937      |                   |
| Arbeitsminister                                                            | Ernest Brown                 | Ernest Brown                                             |                                     | Liberal National Party                     | 7. Juni 1935      | 28. Mai 1937      |
| Minister ohne Geschäftsbereich                                             | Anthony Eden                 | Anthony Eden                                             |                                     | Conservative Party                         | 7. Juni 1935      | 22. Dezember 1935 |
| Minister ohne Geschäftsbereich                                             | Eustace Percy                | Lord Eustace Percy                                       | Conservative Party                  | 7. Juni 1935                               | 31. März 1936     |                   |
| Minister für Schottland                                                    |                              | Godfrey Collins                                          |                                     | Liberal National Party                     | 7. Juni 1935      | 13. Oktober 1936  |
| Walter Elliot                                                              | Walter Elliot                |                                                          | Unionist Party (Conservative Party) | 13. Oktober 1936                           | 28. Mai 1937      |                   |
| Handelsminister                                                            | Walter Runciman              | Walter Runciman                                          |                                     | Liberal National Party                     | 7. Juni 1935      | 28. Mai 1937      |
| Transportminister                                                          | Leslie Hore-Belisha          | Leslie Hore-Belisha                                      | National Liberal Party              | 18. Juni 1935                              | 28. Mai 1937      |                   |
| Kriegsminister                                                             | Edward Wood                  | Edward Wood, 3. Viscount Halifax                         |                                     | Conservative Party                         | 7. Juni 1935      | 22. November 1935 |
| Kriegsminister                                                             | Duff Cooper                  | Alfred Duff Cooper                                       | Conservative Party                  | 22. November 1935                          | 28. Mai 1937      |                   |
| Minister für öffentliche Arbeiten                                          | William Ormsby-Gore          | William Ormsby-Gore                                      | Conservative Party                  | 7. Juni 1935                               | 28. Mai 1936      |                   |
| Minister für öffentliche Arbeiten                                          | James Stanhope               | James Stanhope, 7. Earl Stanhope                         | Conservative Party                  | 16. Juni 1936                              | 28. Mai 1937      |                   |